# Potworniak okolicy krzyżowo-guzicznej
Potworniaki okolicy krzyżowo-guzicznej (ang. sacrococcygeal teratomas, SCT) – łagodne i złośliwe guzy wywodzące się z komórek zarodkowych, najczęściej wrodzone. Są najczęstszymi guzami zarodkowymi u dzieci, stanowiąc 40% nowotworów tej grupy. Guzy te, nierzadko dużych (średnio 10 cm) rozmiarów, zlokalizowane są w okolicy kości guzicznej. Mogą być przyczepione szeroką podstawą do tkanek okolicy krzyżowo-guzicznej w linii środkowej i uwypuklać się na zewnątrz (typ I według Altmana) albo znajdować się całkowicie do przodu od kości krzyżowej (typ IV); pośrednie ułożenia odpowiadają typom II i III według Altmana. W około 10% przypadków współistnieją z zaburzeniami rozwojowymi linii środkowej ciała, takimi jak przepuklina oponowo-mózgowa i rozszczep kręgosłupa. Inne wady wrodzone spotykane u noworodków z potworniakami tej okolicy, takie jak atrezja odbytu, można wiązać z uciskiem guza. Większość łagodnych potworniaków okolicy krzyżowo-guzicznej spotyka się u niemowląt młodszych niż 4 miesiące, guzy złośliwe są częstsze u dzieci starszych. 